# Pomorzowice
Pomorzowice  (deutsch Pommerswitz, tschechisch Pomorčovice) ist eine Ortschaft in Oberschlesien. Der Ort liegt in der Gmina Głubczyce im Powiat Głubczycki in der Woiwodschaft Oppeln in Polen.

## Geographie

### Geographische Lage
Das Angerdorf Pomorzowice liegt 14 Kilometer nordwestlich der Kreisstadt und des Gemeindesitzes Głubczyce (Leobschütz) sowie 60 Kilometer südwestlich der Woiwodschaftshauptstadt Opole (Oppeln). Der Ort liegt in der Nizina Śląska (Schlesische Tiefebene) innerhalb der Płaskowyż Głubczycki (Leobschützer Lößhügelland). Östlich des Dorfes verlaufen die Schienen der stillgelegten Bahnstrecke Głubczyce–Racławice Śląskie. Ca. ein Kilometer westlich des Dorfes liegt die Grenze zu Tschechien.

### Nachbarorte
Nachbarorte von Pomorzowice sind im Norden Racławice Śląskie (Deutsch Rasselwitz), im Südosten Ściborzyce Małe (Steubendorf) sowie im Südwesten Pomorzowiczki (Alt Wiendorf).

## Geschichte

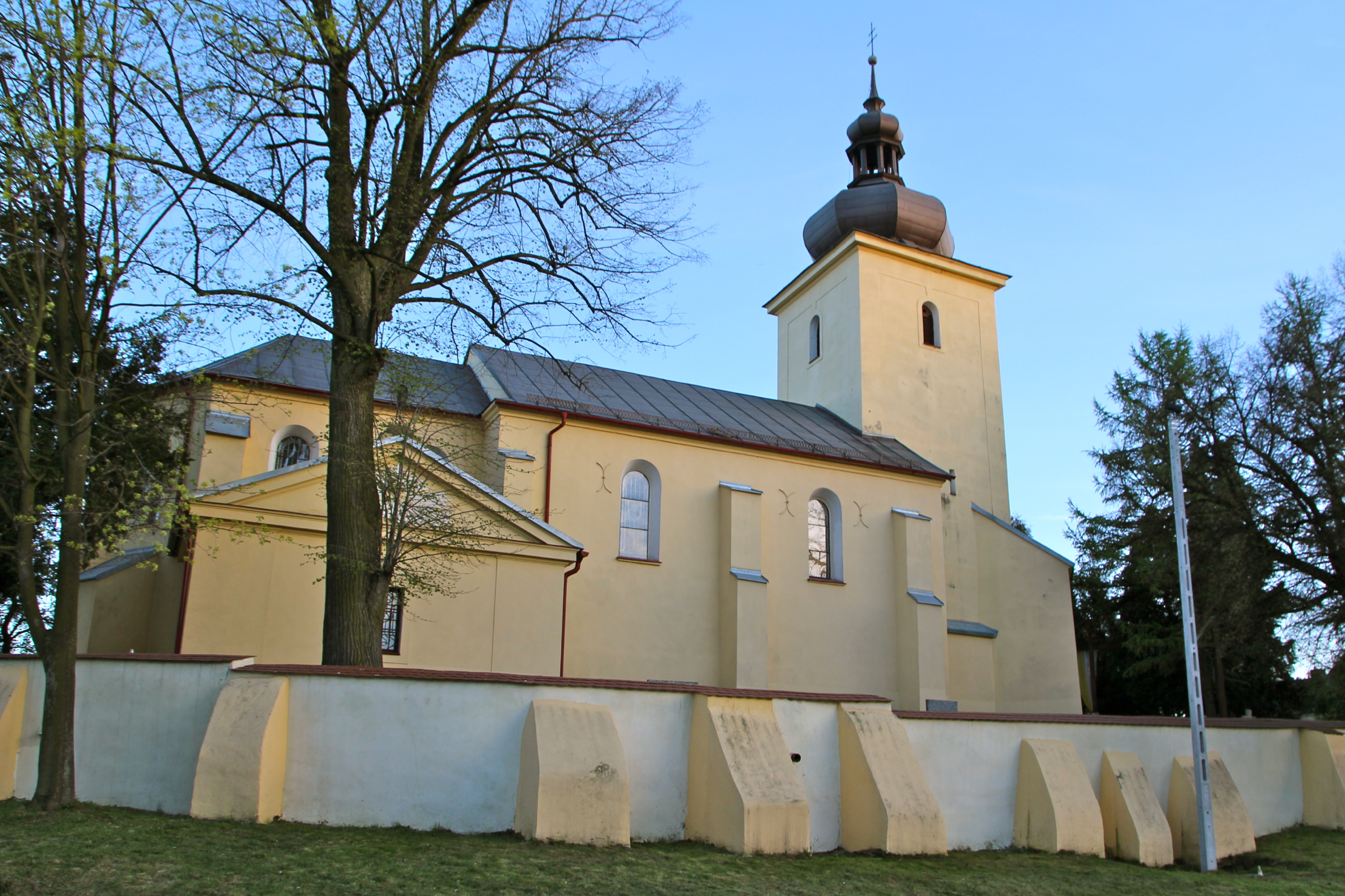
Johannes-der-Täufer-Kirche

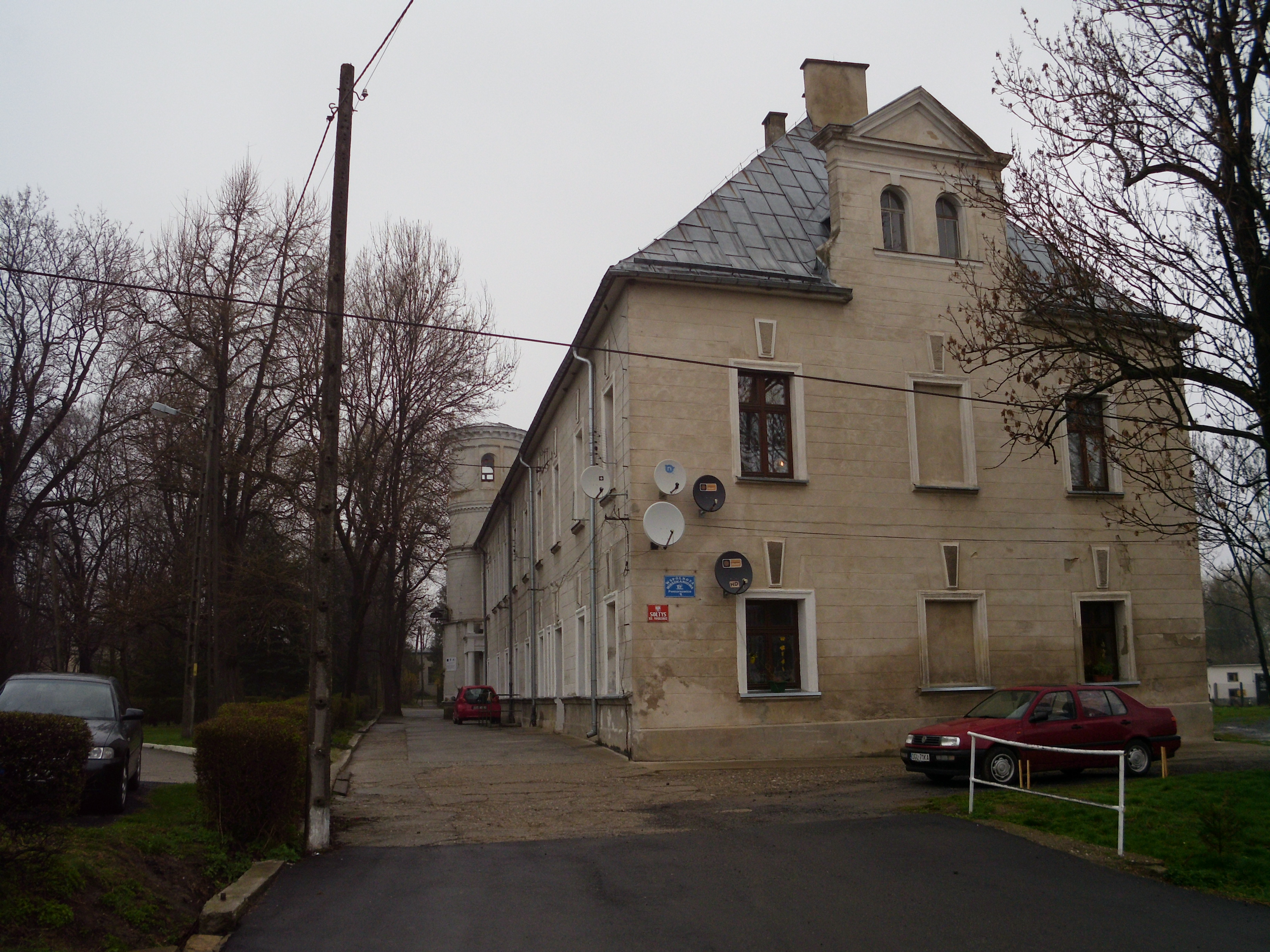
Schloss Pommerswitz

Der Ort wurde 1321 erstmals als villa Pommirswit erwähnt. Der Ortsname leitet sich vom Personennamen Pomor ab, der aus Pommern stammende. Weitere Erwähnungen des Ortes erfolgten 1377 als Pomorswicz, 1411 und 1413 als Pomirswicz, 1434 als Pomirswicze sowie 1440 als Pomerswicz.
1613 wurde im Ort eine katholische Kirche errichtet. Diese wurde 1730 an die protestantische Gemeinde übergeben, welche die Kirche bis 1740 nutzen konnte. Danach ging das Gotteshaus wieder an die katholische Gemeinde über. Nach dem Ersten Schlesischen Krieg 1742 fiel Pommerswitz mit dem größten Teil Schlesiens an Preußen. 1743 wurde im Ort eine evangelische Kirche erbaut. 1743 wurde im Ort eine evangelische Schule eingerichtet, welche 1765 ein steinernes Schulhaus erhielt.
Nach der Neuorganisation der Provinz Schlesien gehörte die Landgemeinde Pommerswitz ab 1816 zum Landkreis Leobschütz im Regierungsbezirk Oppeln. 1845 bestanden im Dorf ein Schloss, ein Vorwerk, eine evangelische Kirche, eine evangelische Schule, eine katholische Kirche, eine katholische Schule, eine Brennerei, eine Brauerei, eine Windmühle, eine Wassermühle und 115 Häuser. Im gleichen Jahr lebten in Pommerswitz 739 Menschen, davon 212 katholisch. 1861 zählte Pommerswitz 16 Bauern, 24 Gärtner- und 41 Häuslerstellen. 1874 wurde der Amtsbezirk Pommerswitz gegründet, welcher die Landgemeinden Alt Wiendorf, Amaliengrund, Neu Wiendorf, Pommerswitz, Steubendorf und Trenkau und die Gutsbezirken Alt Wiendorf und Pommerswitz umfasste.
Bei der Volksabstimmung in Oberschlesien am 20. März 1921 stimmten in Pommerswitz 687 Personen für einen Verbleib bei Deutschland und 2 für Polen. Pommerswitz verblieb wie der gesamte Stimmkreis Leobschütz beim Deutschen Reich. 1933 zählte der Ort 686 Einwohner, 1939 wiederum 605. Bis 1945 gehörte der Ort zum Landkreis Leobschütz. Die heranrückende Rote Armee erreichte Pommerswitz am 17. März 1945. Die Bevölkerung des Dorfes hatte es nicht mehr geschafft rechtzeitig zu fliehen, da kein Evakuierungsbefehl erfolgte. Die Parteileitung in Leobschütz sowie der Ortsvorsteher von Pommerswitz waren bereits zuvor mit dem Auto geflohen. Die sowjetischen Soldaten vergingen sich an den Frauen im Ort. Die Männer wurden teilweise erschossen oder zu Zwangsarbeit abkommandiert. Durch eine fehlende medizinische Versorgung kamen in den ersten Wochen nach Besetzung des Dorfes zahlreiche Menschen durch Typhus oder andere Krankheiten um.
1945 kam der bisher deutsche Ort unter polnische Verwaltung, wurde in Pomorzowice umbenannt und der Woiwodschaft Schlesien angeschlossen. Am 8. Juli 1946 wurde die deutsche Bevölkerung vertrieben. 1950 wurde Pomorzowice der Woiwodschaft Oppeln zugeteilt. 1999 wurde es Teil des wiedergegründeten Powiat Głubczycki.

## Sehenswürdigkeiten

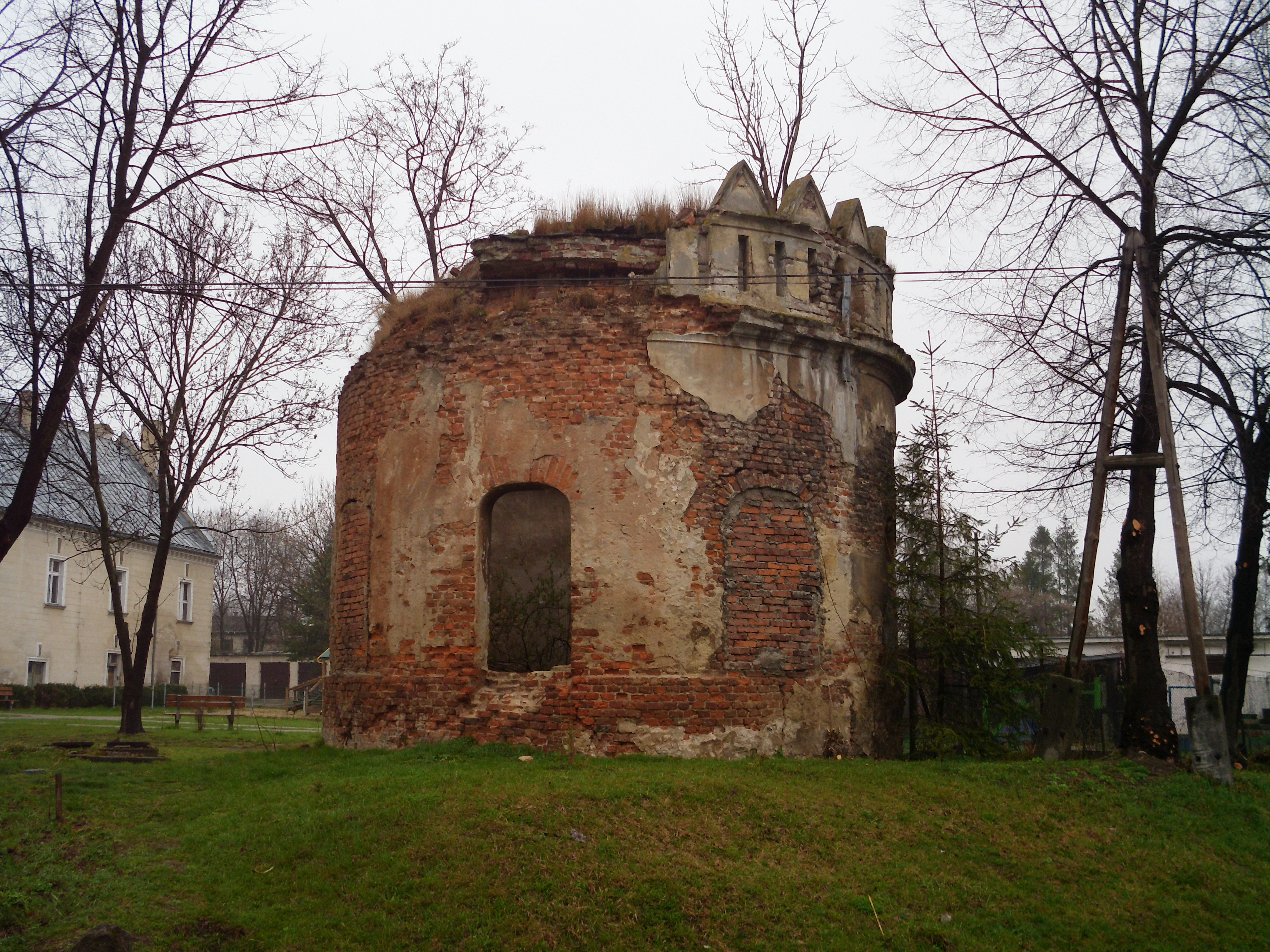
Alter Wehrturm

### Johannes-der-Täufer-Kirche
Die römisch-katholische Johannes-der-Täufer-Kirche (poln. Kościół św. Jana Chrzciciela) wurde 1613 erbaut und von Hartwig von Stetten gestiftet. Bei einem Feuer wurde der Kirchenbau 1846 zerstört. Seit 1964 steht der Kirchenbau unter Denkmalschutz.

### Schloss Pommerswitz
Das Schloss Pommerswitz (poln. Pałac Pomorzowice) wurde 1614 im Stil der Renaissance erbaut. Die Schlossanlage besitzt an der südöstlichen Ecke einen historischen Wehrturm. Umgeben ist der Schlossbau von einem Landschaftspark. Das Schloss steht seit 1964 unter Denkmalschutz.

### Weitere Sehenswürdigkeiten
- Evangelischer Friedhof mit deutschen Grabmälern
- Steinerne Wegekreuze

### Ehemalige Bauwerke
- Die Evangelische Kirche in Pommerswitz wurde in den 1950er Jahren abgerissen.

## Vereine
- Fußballverein LZS Victoria Pomorzowice

## Söhne und Töchter des Ortes
- Karl Gustav Henneberg (1847–1918), Unternehmer, Kunstsammler und Kunstmäzen
- Walter Koch (1910–1979), deutscher Bildhauer